# Heliogaster
Heliogaster is een monotypisch geslacht van schimmels behorend tot de familie Boletaceae. Volgens de Index Fungorum bestaat het geslacht uitsluitend uit de soort Heliogaster columellifer. Deze soort komt voor in Japan.